# 州城清真寺
35°55′8.46″N 116°18′6.45″E / 35.9190167°N 116.3017917°E

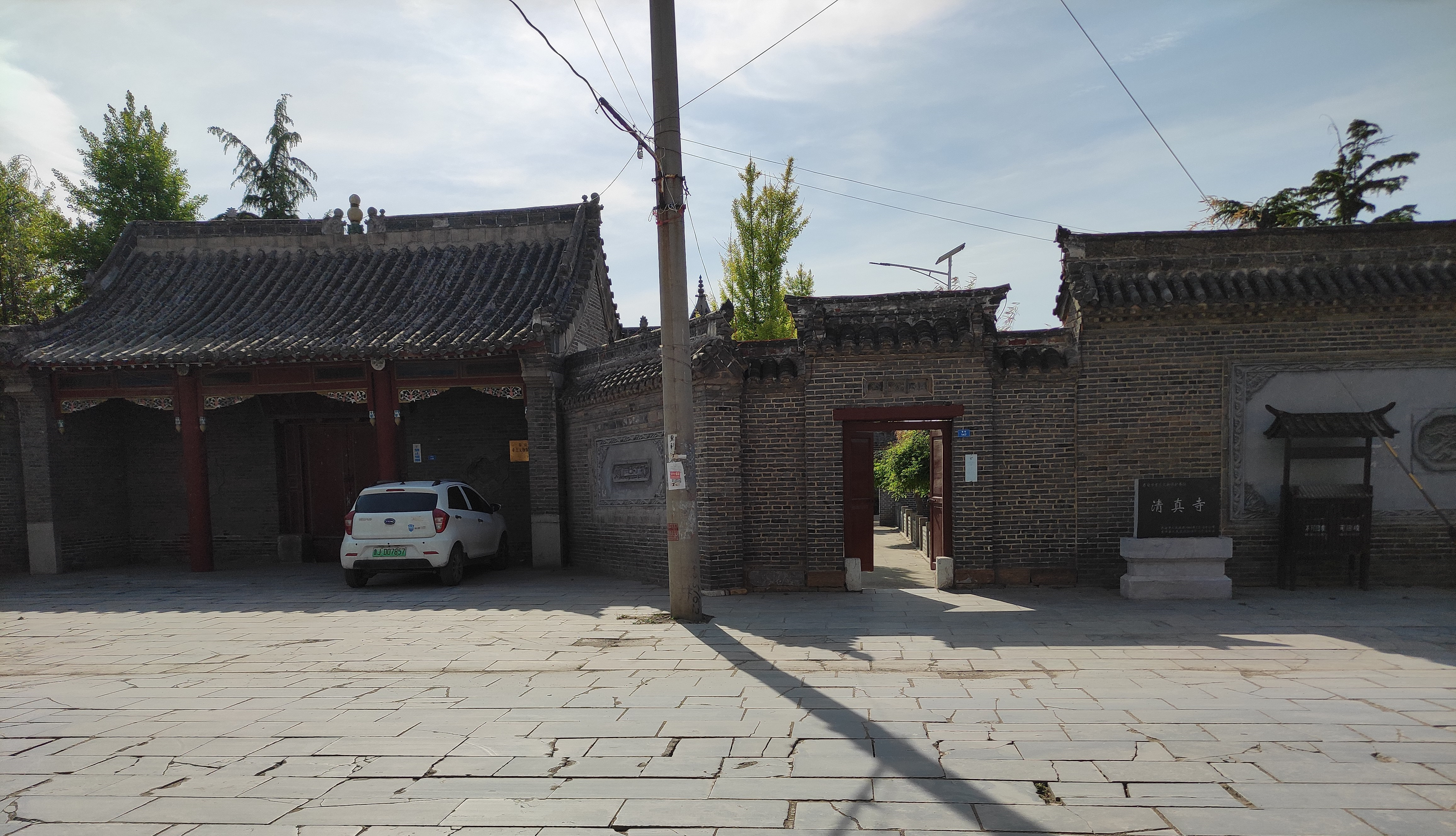
州城清真寺

州城清真寺位于山东省东平县州城街道，是山东西部最大的清真寺，是东平重要的宗教场所。
该清真寺始建于明代万历年间，明嘉靖、清康熙、清道光、清宣统年间多次重修和扩建。1994年成为泰安市市级文物保护单位。